# Узингер, Кристиан
Кристиан Узингер (нем. Christian Usinger; 21 августа 1894, Вильгельмсхафен, Пруссия — 2 апреля 1949, Шуя, Ивановская область) — германский военачальник, генерал-лейтенант (1943), участник Первой и Второй мировых войн. Кавалер Рыцарского креста Железного креста (1944). 

## Биография
Сын старшего штабного инженера военно-морского флота Кристиана Корнелиуса Сэмюэля Узингера. С началом Первой мировой войны 1 августа 1914 года поступил добровольцем в прусскую армию общегерманских войск в запасной батальон Восточно-Прусского пешего артиллерийского полка № 1 «фон Лингер», 23 марта 1915 года произведен в унтер-офицеры, 5 октября 1915 года назначен претендентом в офицеры. 29 июня 1916 года награждён Железным крестом 2-го класса. 4 июля 1916 года получил звание лейтенанта, 11 июня 1918 года награжден Железным крестом 1-го класса. 
После поражения 5 января 1919 года уволен из армии и переведен в пограничную стражу, но уже 15 апреля 1919 года уволен со службы. 
18 октября 1919 года поступил на службу в полицию в звании лейтенанта, 1 апреля 1920 года получил звание обер-лейтенанта полиции (по другим данным — 13 июля 1921 года), 7 апреля 1924 года — капитана полиции, с 20 апреля 1934 года — майор полиции. 
1 октября 1935 года принят в вермахт в звании майора, служил в артиллерии. 30 сентября 1937 года получил звание подполковника. Во время мобилизации накануне Второй мировой войны летом 1939 года назначен командиром 622-го артиллерийского полка, 14 сентября 1940 года получил звание полковника. В войне против СССР его артполк поддерживал наступление IX армейского корпуса 4-й армии группы армий «Центр», участвовал в Белостокско-Минском и Смоленском сражениях, затем в битве за Москву. В декабре 1941 года назначен командиром 146-го артиллерийского командования (Арко 146), в начале января 1942 года возглавил боевую группу XXIV мотокорпуса. 
27 апреля 1942 года назначен командиром 110-го артиллерийского командования (Арко 110) в Крыму, в подчинении XXX армейского корпуса. Участвовал в разгроме советского Крымского фронта, 19 сентября 1942 года награжден Немецким крестом в золоте. 
17 октября 1942 года назначен командиром 223-й пехотной дивизии 18-й армии группы армий «Север», действовавшей в районе Ленинграда, 16 ноября 1942 года получил звание генерал-майора. В 1943 году его дивизия сражалась в районе Великих Лук, 8 августа 1943 года он получил звание генерал-лейтенанта. 
Когда в сентябре 1943 года его дивизию начали перебрасывать под Харьков, оставил командование дивизией и 8 октября 1943 года назначен командиром 315-го высшего артиллерийского командования (Высшее Арко 315), подчинённого 16-й армии группы армий «Север». В 1944 году короткое время командовал боевой группой (81-я пехотная дивизия и бригада штурмовой артиллерии), которая вела тяжёлые бои в районе Пустошки и Невеля, 15 сентября 1944 года награждён Рыцарским крестом Железного креста. 
С 17 марта 1945 года недолгое время возглавлял XXXVIII танковый корпус, 25 апреля 1945 года назначен командующим 1-м армейским корпусом в Курляндии. При капитуляции 8 мая 1945 года попал в советский плен. Умер в плену весной 1949 года. По другим данным, умер 6 марта 1948 года от туберкулёза легких в Спецбольнице № 3840 города Шуи Ивановской области, там же похоронен.